# María Ortega
María Ortega Gálvez (Madrid, 1967) es una artista contemporánea española especializada en pintura, grabado, fotografía y arte textil en cuyo campo ha desarrollado su labor artística y gestora en los últimos años. Es directora de la asociación Internacional World Textile Art, WTA y directora de la VIII Bienal Internacional de Arte Textil Contemporáneo WTA Ciudad Sostenible 2019, Madrid    

## Formación
Realiza Estudios de Diseño y Estilismo en la Escuela de Diseño de Madrid en los años 1986-89. Al concluir los estudios trabaja como diseñadora y estilista en Madrid con la diseñadora de moda, la vasca Ángela Arregui hasta el año 1991. 
Estudia artes textiles, escultura y grabado en Art Blake Colleges.• 1999-2001.  En los años 2002-2004, se especializa en grabado y estampación en el taller madrileño de la artista hispano-colombiana, Consuelo Vinchira. 
Realiza  un curso de tapiz  y pintura en seda en el Centro Cultural “Nicolás Salmerón”, Madrid en los años 2004-2006.
Amplia  sus recursos creativos y en el año 2009, realiza el curso de cerámica RAKU, en la Escuela de Cerámica de la Moncloa,  Madrid.
También se interesa por la fotografía y en el año 2009 realiza el  Curso Profesional de Fotografía y Laboratorio Digital EFTI, Madrid. 
Por último en el año 2013 cursa el Master de Gestión Cultural en la Universidad Rey Juan Carlos de Madrid.

## Trayectoria profesional
Su interés por el arte textil nace en  1992 creando un taller de diseño y alta costura denominado Medium hasta el año 1999. Colabora como Coordinadora de Estilismo en Pasarela Cibeles con la firma de la diseñadora vasca Ángela Arregui en los años 1995 a 1999. Durante estos años ejerció como diseñadora de estilismo y asesoría de imagen para artistas tanto nacionales como internacionales.
En los años 1996-1998. Colabora en proyectos de estilismo, vestuario y asesoría de imagen como Héroes del Silencio, Mano Negra, La Frontera, Los Ronaldos, Gabinete Galigari, U2. 
Es representante para España desde el año 2006 de la Organización Internacional de Arte Textil: World Textile Art. Con sede permanente en Miami (USA).Así como artista miembro de la Organización Internacional de Arte Textil: World Textile Art.
En los años  2008 al 2014 realiza proyectos de comisariado y gestoría cultural. Reconocido su trabajo dentro del campo del arte textil es nombrada  directora general para Europa de la Organización Internacional World Textile Art (WTA).desde 2013 al 2017. 
Su trabajo como gestora cultural lo ha desarrollado paralelamente con su trabajo artístico habiendo sido seleccionada para participar en la 6th Riga International Textile and Fiber Art Triennial «Tradition and Innovation» en Riga (Letonia), como única artista española. 
Su obra fue seleccionada por un jurado internacional para participar entre 88 artistas de 26 países: el Báltico y los países nórdicos, Polonia, Francia, Alemania, Austria, el Reino Unido, Israel, EE. UU., Rusia, Japón, España, etc.
Además, María Ortega ha sido también seleccionada para participar en la Bienal Textil Art of Today en Bratislava (Eslovaquia), entre las propuestas de 400 artistas de 49 países de los 5 continentes, siendo también la única representante española.
Participa en encuentros d art textil como el 10º aniversario de la “Women in Textile Art”, Miami USA. IV Bienal de Arte Textil Man+Woman = Creation WTA, Costa Rica. “FIBRAS 08 y 09” Arte Textil Contemporáneo, España. V Bienal Internacional de Arte Textil WTA, Argentina. 1º Encuentro de la Red Textilia, Costa Rica.
Ganadora 2º premio V Bienal Internacional de Arte Textil, Palais Glace, WTA,  Buenos Aires, Argentina 2009.
FIBRAS 08 y 09 Arte Textil Contemporáneo en el Museo del Traje de Madrid, FiberSpain, Hilo a Hilo, The Nature Spirit y Lenguaje Textil libro de autor.
En su dedicación al arte textil y su compromiso en la difusión de dicha expresión artística, como directora de Europa de WAT  ha conseguido que la bienal de Arte Textil 2019 se celebre en Madrid en diversas sedes bajo el epígrafe "Ciudad Sostenible". Las sedes donde se celebra la Bienal son: Centro Arte Complutense (c arte c) UCM, Real Jardín Botánico Alfonso XIII UCM, Museo del Traje, Museo de América, Centro Cultural Galileo donde se expondrán a los artistas invitados.

## Exposiciones  (recientes)
·      2015. MINIARTEXTIL Invito a la tavola, Como Italia, Venecia y Francia.
·      2015. 5th Riga International Textile & Fiber Art Triennial, Riga, Letonia.
·      2015. 4º Feria del libro de artista, Masquelibros, España.
·       2016. 18th international exhibition of textile miniatures Face to Face. Bratislava.
·       2016/2017. Exposición “Heridas”, colectivo Mujeres dos Rombos.
·      2016. 9th International Fiber Art Exhibition "From Lausanne to Beijing", China. 
·      2016, 2017 y 2018 Asia-Europe III, Deutsches Textilmuseum Frefeld en Alemania, Central Museum of Textile en Lodz, Janina Monkute-Marks Museum en Lithuania.
·     2017. Exposición Doble ancho, tejiendo con arte, Centro Cultural de España en Montevideo. VII Bienal internacional de Arte Textil Contemporáneo WTA Uruguay. 
·     2017. Exposición de Libro de Artista, “Diálogos entre ambas orillas del Atlántico” Galería Archimboldo, Argentina.
·      2018. Exposición “Rostros del Olvido” VIII Centenario de la Universidad de Salamanca Plaza Mayor, Casa de las Conchas y Hospedería Fonseca.
·      2018. 6th Riga International Textile & Fiber Art Triennial, Riga, Letonia.
·      2018. 10th International Fiber Art Exhibition "From Lausanne to Beijing", China.
·      2018. Chaozhou International Embroidery Art Biennial Collection; Embroidery & Contemporary Life, China. 
·      2018/2019. Trienal Textile Art Of  Today, Bratislava.
      2019/2020. Asia Europe 4, Musée de la Tapisserie, Tournai, Bélgica; Deutsches Textilmuseum Krefeld, Alemania; Dronninglund Kunstcenter, Dinamarca; Janina Monkute - Museo de Marcas, Lituania.

## Comisariado exposiciones
- 2008. Exposición FIBRAS 08, Arte Textil Contemporáneo. Museo del Traje. CIPE. Madrid. 12 de septiembre-2 de noviembre. www.artetextil.org
- 2009. Exposición FIBRAS 09, Arte Textil Contemporáneo. Espacios para el Arte Caja Madrid: Ciudad Real, 09.01.09-08.02.09; Aranjuez, 12.02.09-5.03.09; Zaragoza,26.03.09-24.05.09     www.arteinformado.com/Recursos/53916/mariaortega-galvez
- 2009. Exposición FIBERSPAIN, Arte Textil Contemporáneo español. Galería visual FIBERSCENE, California, San     Francisco. www.fiberscene.com
- 2011. Exposición Hilo a Hilo, Arte Textil Contemporáneo español. Galería Parada 54,  DF México. www.wta-online.org

- 2011.     Exposición “The Nature Spirit” Arte Textil Contemporáneo Japonés,     Centro Cultural Hispano Japonés, Salamanca del 14 de septiembre al 28 de     octubre.
- 2011/2012.     Exposición “The Nature Spirit” Arte Textil Contemporáneo Japonés, c arte c (Centro de arte Complutense) del 18 de noviembre del 2011 al 15 de     enero del 2012, Madrid.
- 2014. Exposición FIBER FUTURES: Pioneros del Arte Textil Japonés, c arte c (Centro de arte Complutense) del 3 de abril al 18 de mayo del 2014, Madrid.
- 2015. Exposición “Arte Contemporáneo Japonés, Miniaturas” XV semana Cultural del Japón.[10]
- 2016. Exposición Punto quebrado, las huellas del éxodo, Centro Cultural Casa de Vacas, Madrid y Museum Jorge Rando, Málaga .[11]

2017. Exposición Doble ancho, tejiendo con arte, Centro Cultural de España en Montevideo. VII Bienal internacional de Arte Textil Contemporáneo WTA Uruguay.
·     2017. Exposición de Libro de Artista, “Diálogos entre ambas orillas del Atlántico” Galería Archimboldo, Argentina.
·     2018. Exposición Rostros del Olvido VIII Centenario de la Universidad de Salamanca. Plaza Mayor, Casa de las Conchas y Hospedería Fonseca.

## Premios y distinciones
- 2003. Finalista Premio de Grabado Contemporáneo.     Consejería de Empleo y Mujer, Comunidad de Madrid.
- 2006. Finalista IV Bienal de Arte Textil WTA, Costa Rica.
- 2007. Finalista Premio de Grabado “José Hernández”. Ayuntamiento de Pinto, Madrid.
- 2007. Finalista VIII Premio de Grabado San Lorenzo de El Escorial. Casa de Cultura, Madrid.
- 2008. Finalista XXXVI Premio Internacional de     Grabado “Carmen Arazona”, Santa Cruz de la Palma.
- 2008. Finalista XVI ESTAMPA, Madrid.
- 2009. Finalista XVI Premios Nacionales de Grabado. Museo del Grabado Español Contemporáneo, Marbella.
- 2009. Segundo Premio V Bienal Internacional de Arte Textil WTA, Buenos Aires, Argentina.
- 2009. Finalista XIX Muestra de arte Contemporáneo, MINIARTEXTIL cosmos, Iglesia de San Franchesco, Como, Italia.
- 2009. Finalista XIX Premio de Grabado Contemporáneo, Consejería de Empleo y Mujer. Comunidad de Madrid.
- 2013. Finalista 2 Feria del libro de artista de Madrid, Masquelibros.
- 2013. Finalista Art al Vent  X, Gata de los Gorgos.
- 2013/2014/2015. MINIARTEXTIL Invito a la tavola, Eros, Como Italia, Venecia y Francia.
- 2014/2016 8th/9th International Fiber Art Exhibition "From Lausanne to Beijing", China.
- 2015/2017.5th/6th Riga International Textile & Fiber Art Triennial, Riga, Letonia.
- 2018. Trienal     Textile Art Of  Today, Bratislava.

## Artículos, reseñas y entrevistas
- 2008. Entrevista a María Ortega, “Madrid debería     ser una referencia del Arte Textil”, (revista Metropolis, Mundo. 12 de     septiembre del 2008).
- 2009. Yosi Anaya, “FIBRAS     08/09 Contemporary Textil Art” en Textile     Forum (ETN. European Textil Network, december, 2008).[13]
- 2009 Yosi Anaya, “FIBRAS     08/09 Arte Textil Contemporáneo” en Revista Tramemos (CAAT, Buenos Aires), marzo, 2009.[14]
- 2009 “Iberoamerica V     Bienal International WTA” en Textile     Forum (ETN. European Textil Network), june, 2009.[13]
- 2009 “FIBRAS 08 y 09 Arte     Textil Contemporáneo”, en Boletín de la Red Textilia en     <www.redtextilia.org>
- 2009. “Entrevista a María     Ortega” como ganadora del Segundo Premio de la V Bienal Internacional de     Arte Textil (Buenos Aires, Argentina), en Boletín de la Red Textilia en[15]
- 2010. “Pájaros y     Metamorfosis” Artes y Letras, Heraldo de Aragón (18 de marzo de 2010, Zaragoza).
- 2011. Asociación     Madrileña de Críticos de Arte “The Nature Spirt” Arte Textil     Contemporáneo Japonés, Carmen Pallarés.
- 2011.  Entrevista reportaje, 24horas Salamanca “The Nature Spirt” Arte Textil Contemporáneo Japonés, Salamanca/Madrid.
- 2011. Entrevista     reportaje, Miradas 2, “The Nature Spirit” Arte Textil Contemporáneo     Japonés, Salamanca/Madrid[16]

- 2012. Artículo Carmen Pallares, artista María     Ortega, revista Ballesol.[17]

- 2012. Entrevista “Proyecto     de Conservación y Restauración de Arte Textil Contemporáneo” Clara Bondia,     Museo Reina Sofia.[18]
- 2014. Folleto y     tarjetón, FIBER FUTURES: Pioneros del Arte Textil Japonés, Madrid.I[19]
- 2015 Tríptico “Arte Contemporáneo Japonés,     Miniaturas” XV semana Cultural del Japón.
- 2016. Reportaje Arte Textil Contemporáneo Reporter 21 Canal Orbe.[20]

- 2018. Artículo “El Boom del Arte Textil” revista     ELLE decoración[21]